# 군자천
군자천(君子川)은 경기도 시흥시 정왕동에서 발원하여 오이도를 거쳐 시화호로 흘러가는 소하천이다.

## 친수공간
보행자와 자전거가 통행할 수 있는 친수공간으로 활용되고 있다.

## 같이 보기
- 옥구천
- 정왕천